# Unionismus (Irland)
Unionismus ist ein Begriff für die Ideologie, dass die Insel Irland oder heute zumeist nur Nordirland weiterhin zum Vereinigten Königreich gehören sollte. Obwohl die Konflikte um eine irische Unabhängigkeit und der Nordirlandkonflikt oft als katholisch-protestantischer Konflikt betrachtet werden, liegen die Ursachen auch in anderen historischen Kontexten. Die dem Unionismus entgegengesetzte Ideologie ist der irische Nationalismus oder  Republikanismus, der eine Vereinigung der Republik Irland und Nordirland außerhalb des Vereinigten Königreiches anstrebt.

## Terminologie und Bezug zur Religion

### Zugehörigkeit zur Republik Irland
Der heutige irische Nationalismus besteht seit dem 19. Jahrhundert. Die meisten irischen Nationalisten sind Katholiken. Sie kämpfen für ein vereinigtes Irland, das seine Kultur und Sprache bewahrt bzw. wiederbelebt. Als irischer Republikanismus wird  zumeist eine radikalisierte Strömung bezeichnet, die die komplette Abtrennung Nordirlands vom Vereinigten Königreich fordert und diese Forderung auch mit Waffengewalt unterstützt. Die irische Regierungspartei Fianna Fáil vertritt nach eigener Aussage einen gemäßigten, also gewaltfreien, irischen Republikanismus und trägt auch den Beinamen „The Republican Party“.

### Zugehörigkeit zum Vereinigten Königreich
Unionisten fordern eine Zugehörigkeit zu Großbritannien und eine Vertretung der protestantischen Interessen, aber auch der britischen Werte und meistens der Monarchie. Die Unionisten fordern zumeist außerdem die Verwendung des Union Jacks. Analog zu den irischen Republikanern stellt der Loyalismus eine radikale Strömung des Unionismus dar, die ursprünglich die Loyalität zur Britischen Krone bezeichnete.

## Gemeinsame Geschichte Englands und Irlands

### Eroberung und Einbindung Irlands
Als England im zwölften Jahrhundert eine Invasion Irlands durchführte, kam Irland zunächst als Lordschaft Irland unter englische Herrschaft. Bei der Herrschaft Englands über Irland wurden jedoch nur die irischen Fürsten ausgetauscht, die Zusammensetzung der Bevölkerung änderte sich also kaum, auch wurde die Herrschaft nicht von Anfang an konsequent durchgesetzt. Ab 1541 wurde die Lordschaft zum Königreich Irland und dies von den englischen Monarchen in Personalunion regiert. Jedoch gab es immer wieder irischen Widerstand gegen die englische bzw. später britische Herrschaft.
Schließlich wurde mit dem Act of Union 1800 eine Vereinigung zum Vereinigten Königreich von Großbritannien und Irland durchgeführt.

### Weitere Konflikte, Unabhängigkeit (Süd-)Irlands und Nordirlandkonflikt
Der Konflikt zwischen Engländern/Briten und Iren wurde stark durch die Plantations (Ansiedlung englischer und schottischer Bauern in Irland) weiter angeheizt.
Ab dem Mittelalter gab es ein irisches Parlament, das jedoch nicht von der ursprünglichen irischen Bevölkerung gewählt werden durfte und dem englisch-britischen Parlament durch Poynings’ Law seit 1494 untergeordnet war. Mit dem Act of Union von 1800 wurde das irische Parlament aufgelöst.
Die Große Hungersnot in Irland ab 1845, durch die viele Iren starben oder auswanderten, wurde kaum von der britischen Regierung bekämpft, was die Unabhängigkeitsbestrebungen in Irland bestärkte. Nach dem Osteraufstand 1916 und einem Unabhängigkeitskrieg, der eine Art Guerilla-Krieg der IRA war, wurde der Süden der irischen Insel 1922 ein quasi unabhängiges Dominion im Commonwealth.
Einige Teile der IRA lehnten den Anglo-Irischen Vertrag jedoch ab und setzten ihre Kämpfe im Süden Irlands fort, was im neuen unabhängigen Irischen Freistaat zum heftig geführten Bürgerkrieg führte (1922–1923).
Auch nach der Niederlage im Bürgerkrieg verübten die Reste der IRA bis in die späten 30er Jahre immer wieder Anschläge im Freistaat sowie in Großbritannien. Erst ab den 40er Jahren trat Nordirland und somit die Aufhebung der irischen Teilung als politisches Hauptthema innerhalb der IRA in den Vordergrund. Nun verzichtete die IRA auf Attentate im Süden und Großbritannien und richtete ihre gesamte Energie gegen Nordirland.
Die sozialen und politischen Probleme in Nordirland verschärften sich zum sogenannten Nordirlandkonflikt, der von 1969 bis 1998 dauerte. Am 10. April 1998 schlossen die wichtigsten Konfliktparteien einen Waffenstillstand und es wurde das Karfreitagsabkommen unterschrieben.

## Parteien und paramilitärische Organisationen
Im heutigen Vereinigten Königreich wird der nordirische Unionismus von den Parteien Democratic Unionist Party und Ulster Unionist Party vertreten, wobei die letztere als gemäßigt angesehen wird. Des Weiteren gibt es unter anderem noch die Progressive Unionist Party, die Verbindungen zur UVF hat. Daneben existiert die Traditional Unionist Voice.
Republikanische Parteien sind z. B. die Sinn Féin, die Republican Sinn Féin und die Irish Republican Socialist Party (IRSP), die jeweils eng mit paramilitärischen Organisationen verbunden sind. Die gemäßigte Social Democratic and Labour Party, die eine Vereinigung mit der Republik Irland ohne Gewaltanwendung anstrebt, gilt als republikanisch bzw. nationalistisch. Die Alliance Party of Northern Ireland sieht sich als überkonfessionelle Partei.
Im Nordirlandkonflikt gab es, sowohl auf unionistischer wie auch auf nationalistischer Seite, verschiedene radikale paramilitärische Gruppierungen. Die radikalen Unionisten nennt man auch Loyalisten. Dies sind vor allem die Ulster Defence Association (UDA), die Ulster Volunteer Force (UVF) und die Loyalist Volunteer Force (LVF). Auf republikanischer Seite sind dies die Provisional Irish Republican Army (IRA), die Official Irish Republican Army (OIRA) und andere aus diesen beiden Organisationen entstandene Gruppierungen, wie die Irish National Liberation Army oder die Real Irish Republican Army und die Continuity Irish Republican Army.